# Chlorid thulnatý
Chlorid thulnatý je anorganická sloučenina se vzorcem TmCl2.

## Příprava
Chlorid thulnatý lze připravit redukcí chloridu thulitého kovovým thuliem ve vakuu při teplotě mezi 800 a 900 °C:
2 TmCl3 + Tm → 3 TmCl2
Lze jej také připravit reakcí thulia s chloridem rtuťnatým:
Tm + HgCl2 → TmCl2 + Hg

## Vlastnosti
Chlorid thulnatý je tmavě červená látka, jako prášek je tmavě zelený. Chlorid thulnatý je silně hygroskopický a lze jej skladovat a manipulovat s ním pouze pod suchým inertním plynem nebo ve vakuu. S vodou prudce reaguje za vzniku vodíku a hydroxidu thulitého. Při prvním styku chloridu thulnatého s vodou vzniká načervenalý roztok, který však rychle bledne. Na vzduchu tvoří hydráty, které jsou však nestabilní a za vzniku vodíku se přeměňují na oxidy chloru. Chlorid thulnatý má stejnou krystalovou strukturu jako jodid strontnatý.